# Puchar Świata w Zapasach 2022 – styl wolny mężczyzn
W zawodach Pucharu Świata w 2022 roku w stylu wolnym mężczyzn rywalizowano w dniach 10–11 grudnia w Coralville w USA, na terenie Xtream Arena & GreenState Family Fieldhouse.

## Ostateczna kolejność drużynowa
| Poz. | Państwo              |
| ---- | -------------------- |
|      | Stany Zjednoczone    |
|      | Iran                 |
|      | Reprezentacja Świata |
| 4.   | Gruzja               |
| 5.   | Mongolia             |
| 6.   | Japonia              |

## Wyniki

### Grupa A
| Grupa A              |
| -------------------- |
| 1. Stany Zjednoczone |
| 2. Gruzja            |
| 3. Mongolia          |

Wyniki:
- Stany Zjednoczone –  Mongolia 7-3
- Stany Zjednoczone –  Gruzja 10-0
- Mongolia –  Gruzja 3-7

### Grupa B
| Grupa B                 |
| ----------------------- |
| 1. Iran                 |
| 2. Reprezentacja Świata |
| 3. Japonia              |

Wyniki:
- Iran –  Japonia 9-1
- Iran – WLD 6-4
- Japonia – WLD 1-9

### Finały
- 3-4 WLD –  Gruzja 8-2
- 1-2  Stany Zjednoczone –  Iran 6-4

## Zawodnicy w poszczególnych kategoriach
| Waga   |                            |                                       |                          | 4                     | 5                                                 | 6                |
| ------ | -------------------------- | ------------------------------------- | ------------------------ | --------------------- | ------------------------------------------------- | ---------------- |
| 57 kg  | Zane Richards Nick Suriano | Reza Momeni                           | Zelimchan Abakarow       | Beka Budżiaszwili     | Dzandanbudyn Dzanbadzar                           | Taichi Yamaguchi |
| 61 kg  | Daniel DeShazer Seth Gross | Ebrahim Elahi                         | Georgi Wangełow          | Teimuraz Waniszwili   | ----                                              | Kaito Morikawa   |
| 65 kg  | John Diakomihalis          | Mohammad Reza Bagheri Rahman Amuzad   | Tajyrbek Dżumaszbek uułu | Beka Lomtadze         | Tulga Tumurochir                                  | Ryoma Anraku     |
| 70 kg  | Tyler Berger Alec Pantaleo | Ali Akbar Fazli Amir Mohammad Jazdani | Ernazar Akmatalijew      | Giorgi Elbakidze      | Züünbayangiin Mönkhtulga Damdinbadzryn Cogtbaatar | Keitaro Ono      |
| 74 kg  | Vincenzo Joseph Jason Nolf | Mohammad Firuzpur                     | Tajmuraz Sałkazanow      | Giorgi Sulawa         | Dzandanbudyn Sumjaabadzar                         | Kirin Kinoshita  |
| 79 kg  | Jordan Burroughs           | Ali Sawadkuhi Mohammad Nochodilarimi  | Arsałan Budażapow        | Wladimeri Gamkrelidze | Mendbilegiin Temüüjin Batczuluuny Batmagnaj       | Yajuro Yamasaki  |
| 86 kg  | Zahid Valencia             | Alireza Karimi                        | Azamat Däuletbekow       | Sandro Aminaszwili    | Bayasgalangiin Bat-Erdene                         | Tatsuya Shirai   |
| 92 kg  | Nathan Jackson             | Kamran Ghasempur Amirhosejn Firuzpur  | Osman Nurmagomiedow      | Miriani Maisuradze    | ----                                              | Satoshi Miura    |
| 97 kg  | Kyle Snyder                | Amir Ali Azarpira                     | Batyrbiek Cakułow        | Giwi Maczaraszwili    | Öldzijsajchany Batdzul                            | Yohei Shinada    |
| 125 kg | Hayden Zillmer             | Amir Reza Masoumi                     | Ołeksandr Chocianiwski   | Solomon Manaszwili    | Mönchtörijn Lchagwagerel                          | Hiroto Ninomiya  |